# Stobitus spinipes
Stobitus spinipes – gatunek kosarza z podrzędu Laniatores i rodziny Podoctidae. Jedyny znany przedstawiciel monotypowego rodzaju Stobitus.

## Występowanie
Gatunek endemiczny dla Malezji.